# Kaiserpokal 1955
Der Kaiserpokal 1955 war die 35. Austragung des Kaiserpokals, des höchsten japanischen Fußballpokalwettbewerbs. Sieger des Wettbewerbs waren die All Kwangaku.

## Ergebnisse

### Achtelfinale
|                           | Ergebnis |                         |
| ------------------------- | -------- | ----------------------- |
| All Rikkyō                | 4:0      | Muroran Shuren          |
| All Kansai-Universität    | 4:1      | Rokko Club              |
| Matsuyama Club            | 0:5      | Toyo Industries         |
| Waseda-Universität        | 2:2      | Chūō-Universität Club   |
| Nippon Light Metal        | 3:1      | Yawata Steel            |
| Keiō BRB                  | 2:3      | Osaka Club              |
| Tōhoku-Gakuin-Universität | 4:1      | Meiji-Universität       |
| All Kwangaku              | 4:0      | Universität Toyama Club |

### Viertelfinale
|                           | Ergebnis |                        |
| ------------------------- | -------- | ---------------------- |
| All Rikkyō                | 1:0      | All Kansai-Universität |
| Toyo Industries           | 0:1      | Chūō-Universität Club  |
| Nippon Light Metal        | 1:2      | Osaka Club             |
| Tōhoku-Gakuin-Universität | 0:7      | All Kwangaku           |

### Halbfinale
|            | Ergebnis |                       |
| ---------- | -------- | --------------------- |
| All Rikkyō | 1:2      | Chūō-Universität Club |
| Osaka Club | 0:4      | All Kwangaku          |

### Spiel um Platz 3
|            | Ergebnis |            |
| ---------- | -------- | ---------- |
| All Rikkyō | 2:1      | Osaka Club |

### Finale
|                       | Ergebnis |              |
| --------------------- | -------- | ------------ |
| Chūō-Universität Club | 3:4      | All Kwangaku |